# Instituție financiară

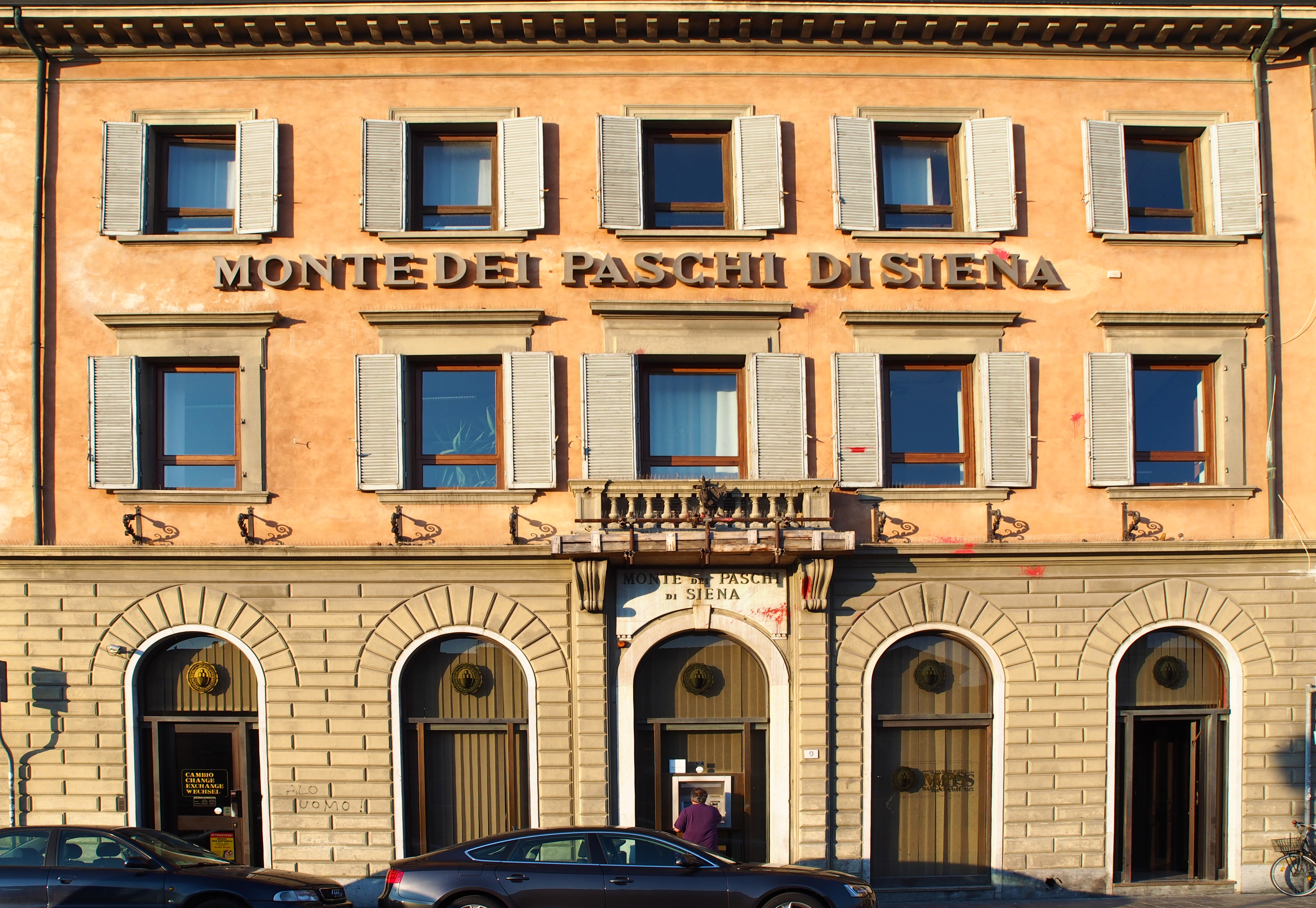
Cea mai veche instituție financiară din lume, Banca Monte dei Paschi di Siena, a fost fondată în 1472.

Instituțiile financiare, cunoscute altfel drept instituții bancare, sunt corporații care oferă servicii ca intermediari ai piețelor financiare. În linii mari, există trei tipuri mari de instituții financiare:
1. Instituții depozitare – instituții de depozitare care acceptă și gestionează depozitele și fac credite, inclusiv bănci, uniune de credit, societate fiduciară și companii de împrumuturi ipotecare;
2. Instituții contractuale – companii de asigurare și Fond de pensie
3. Instituții de investiții – Bancă de investiții, subscriitori, Broker.

Instituțiile financiare pot fi diferențiate, în linii mari, în două categorii în funcție de structura de proprietate:
- Bănci comerciale
- Banca cooperativă

Unii experți văd o tendință de omogenizare a instituțiilor financiare, ceea ce înseamnă o tendință de a investi în domenii similare și au strategii de afaceri similare. O consecință a acestui fapt ar putea fi mai puține bănci care servesc grupuri țintă specifice, iar producătorii la scară mică ar putea fi nedeserviți.

## Instrucțiuni standard de decontare
Instrucțiunile standard de decontare (SSI - Standard Settlement Instructions) reprezintă acorduri între două instituții financiare care stabilesc agenții de primire ai fiecărei contrapărți în tranzacții obișnuite de un anumit tip. Aceste acorduri permit contrapărților să efectueze operațiuni mai rapide, economisind timpul necesar pentru stabilirea agenților de primire. Limitarea fiecărui subiect la un SSI reduce, de asemenea, probabilitatea unei fraude. SSIs sunt utilizate de instituțiile financiare pentru a facilita plățile transfrontaliere rapide și precise.

## Reglementări
Instituțiile financiare din majoritatea țărilor operează într-un mediu puternic reglementat, deoarece acestea sunt părți esențiale ale economiilor naționale, având un rol crucial în creșterea masei monetare prin sistemul de rezervă fracționară.
Structurile de reglementare diferă de la o țară la alta, dar, în general, includ reglementări prudențiale, protecția consumatorilor și stabilitatea pieței. Unele țări au o agenție consolidată care reglementează toate instituțiile financiare, în timp ce altele au agenții separate pentru diferite tipuri de instituții, cum ar fi băncile, companiile de asigurări și brokerii.

### România
În România, instituțiile care reglementează și supraveghează sectorul financiar sunt diverse, în funcție de domeniul de activitate.

#### Banca Națională a României (BNR)
- reglementează și supraveghează instituțiile de credit și plățile,
- se ocupă de politica monetară, stabilitatea financiară și rezerva fracționară.[5]

#### Autoritatea de Supraveghere Financiară (ASF)
- supraveghează piețele financiare nebancare: piața de capital (bursele de valori, fondurile de investiții, brokerii), sectorul asigurărilor și reasigurărilor și sectorul pensiilor private.[6]

Agenția Națională de Administrare Fiscală (ANAF)
- colectează taxe și verifică conformitatea instituțiilor financiare cu legislația fiscală.[7]

#### Ministerul Finanțelor (MF)
- coordonează politica fiscal-bugetară și emite reglementări privind obligațiile fiscale ale instituțiilor financiare.[8]
- supraveghează companiile de stat care desfășoară activități financiare.

#### Oficiul Național pentru Prevenirea și Combaterea Spălării Banilor (ONPCSB)
- monitorizează tranzacțiile financiare pentru prevenirea spălării banilor și a finanțării terorismului.[9]

#### Consiliul Concurenței
- supraveghează concurența pe piața financiară și investighează eventualele practici anti-concurențiale.[10]

## Merite
Meritele obținerii de fonduri prin intermediul instituțiilor financiare sunt următoarele:
- Instituțiile financiare oferă finanțare pe termen lung, care nu este furnizată de băncile comerciale;[11]
- Fondurile sunt disponibile chiar și în perioadele de criză economică, când alte surse de finanțare nu sunt accesibile;
- Obținerea unui împrumut de la instituții financiare sporește reputația împrumutătorului pe piața de capital. Drept urmare, o astfel de companie poate atrage mai ușor fonduri din alte surse;
- Pe lângă oferirea de fonduri, multe dintre aceste instituții furnizează consultanță financiară, managerială și tehnică pentru afaceri;
- Deoarece rambursarea împrumutului se poate face în rate ușoare, aceasta nu reprezintă o problemă pentru afacere.